# Józef Czarnota
Józef Czarnota (ur. 1818 r., w Schwarzwasser (obecnie Strumień) na Śląsku Cieszyńskim – zm. 20 września 1852 r., w Teheranie) – austriacki inżynier górniczo-hutniczy i mineralog polskiego pochodzenia, całą bardzo krótką karierą zawodową związany z Persją. Jeden z pierwszych zdobywców szczytu Demawend w górach Elburs.
Przyszedł na świat w ówczesnym Księstwie Cieszyńskim, w rodzinie mistrza farbiarskiego, jako poddany cesarza autriackiego.
Po ukończeniu trzyletnich studiów w Akademii Górniczej w Bańskiej Szczawnicy rozpoczął w roku 1848 kurs hutniczy w Cesarsko−Królewskiej Tymczasowej Styryjskiej Krajowej Szkole Górniczej (niem. „Steiermärkisch-Ständische Montanlehranstalt“) w Vordernbergu, która rok później przeniesiona została do Leoben. Krótko po ukończeniu nauki w 1850 r. przyjął w Wiedniu ofertę przedstawiciela szacha perskiego, który poszukiwał specjalistów dla zakładanej w Teheranie politechnicznej szkoły wojskowej. Wraz z lekarzem, doktorem Jakobem Eduardem Polakiem, 26 listopada 1851 r. przybył do Teheranu.
Już wkrótce potem prowadził wykłady w szkole, w której studiowało 134 elewów. Jednocześnie prowadził badania geologiczno-mineralogiczne. M. in. w okolicy Teheranu odkrył żyły kwarcowe, zawierające srebro, które natychmiast zaczęto eksploatować. Szach, który po tym odkryciu spodziewał się dużych zysków, mianował go królewsko-perskim dyrektorem górniczym i profesorem, jednak Czarnocie brakowało wyszkolonych pomocników, wobec czego sam musiał sporządzać niezbędne urządzenia i wykonywać wszystkie prace.
Latem 1852 r. w prowincjach Massenderan i Khorassan odkrywając dwa miejsca występowania rud żelaza. W sierpniu tegoż roku wyruszył na Demawend, najwyższy szczyt pasma Elburs. Dotarł na szczyt samotnie 28 sierpnia i spędził tam noc na ostrym mrozie, prowadząc pomiary i badania. Jest najprawdopodobniej drugim w historii zdobywcą tej góry, po swoim rodaku ze Śląska Cieszyńskiego, Theodorze Kotschym. Po zejściu ze szczytu został pobity i okradziony przez rabusiów, którzy przyłączyli się w tym czasie do tragarzy.
Już wówczas był chory (wykazywał objawy zaburzeń umysłowych), jednak po powrocie z Demawendu wyruszył jeszcze na inspekcję w kopalni miedzi w Karadagh w pobliżu Morza Kaspijskiego. Tam zachorował na malarię. Zmarł krótko po powrocie do Teheranu.
Pozostawił po sobie jedyną pracę - "Erster Reisebericht aus Persien", która ukazała się jeszcze w 1852 r. w trzecim tomie roczników Cesarsko−Królewskiego Zakładu Geologicznego w Wiedniu. Zgromadzone przez niego zbiory minerałów i obszerne, sporządzane szyfrem notatki (miały być prawdopodobnie przesłane do Wiednia) zniknęły po jego śmierci w tajemniczych okolicznościach. Kilka lat później pojawiły się jednak w Rosji, gdzie m.in. opis wejścia Czarnoty na Demawend opublikował w roku 1855 Nikołaj Chanykow w „Trudach Kaukazskogo Otdieła Imperatorskogo Russkogo Geograficzeskogo Obszczestwa”.